# 山尹村镇
山尹村镇，是中华人民共和国河北省石家庄市鹿泉区下辖的一个乡镇级行政单位。

## 行政区划
山尹村镇下辖以下地区：
山尹村、南平同村、东郭庄村、西郭庄村、韩家园村、山南张庄村和底下园村。